# Orsolobidae
Los orsolóbidos (Orsolobidae) son  una familia de arañas araneomorfas, que forman parte de la superfamilia de los disderoideos (Dysderoidea), junto con los disdéridos, oonópidos y segéstridos.
Una gran parte de los géneros son  endémicos de Nueva Zelanda y Australia. Hay algunos géneros propios de Sur América y África meridional.

## Sistemática
Con la información recogida hasta el 31 de diciembre de 2011, Orsolobidae cuenta con 28 géneros:
- Afrilobus Griswold & Platnick, 1987 (África)
- Anopsolobus Forster & Platnick, 1985 (Nueva Zelanda)
- Ascuta Forster, 1956 (Nueva Zelanda)
- Australobus Forster & Platnick, 1985 (Australia)
- Azanialobus Griswold & Platnick, 1987 (Sudáfrica)
- Bealeyia Forster & Platnick, 1985 (Nueva Zelanda)
- Chileolobus Forster & Platnick, 1985 (Chile)
- Cornifalx Hickman, 1979 (Tasmania)
- Dugdalea Forster & Platnick, 1985 (Nueva Zelanda)
- Duripelta Forster, 1956 (Nueva Zelanda)
- Falklandia Forster & Platnick, 1985 (Islas Malvinas)
- Hickmanolobus Forster & Platnick, 1985 (Tasmania)
- Losdolobus Platnick & Brescovit, 1994 (Brasil)
- Mallecolobus Forster & Platnick, 1985 (Chile)
- Maoriata Forster & Platnick, 1985 (Nueva Zelanda)
- Orongia Forster & Platnick, 1985 (Nueva Zelanda)
- Orsolobus  Simon, 1893 (Chile, Argentina)
- Osornolobus Forster & Platnick, 1985 (Chile)
- Paralobus Forster & Platnick, 1985 (Nueva Zelanda)
- Pounamuella Forster & Platnick, 1985 (Nueva Zelanda)
- Subantarctia Forster, 1955 (Nueva Zelanda)
- Tangata Forster & Platnick, 1985 (Nueva Zelanda)
- Tasmanoonops Hickman, 1930 (Australia)
- Tautukua Forster & Platnick, 1985 (Nueva Zelanda)
- Turretia Forster & Platnick, 1985 (Nueva Zelanda)
- Waiporia Forster & Platnick, 1985 (Nueva Zelanda)
- Waipoua Forster & Platnick, 1985 (Nueva Zelanda)
- Wiltonia Forster & Platnick, 1985 (Nueva Zelanda)